# Groupe de NGC 1241
Le groupe de NGC 1241 comprend au moins cinq galaxies situées dans la constellation de l'Éridan. La distance moyenne entre ce groupe et la Voie lactée est d'environ 56,4 Mpc (∼184 millions d'al). 

## Membres
Le tableau ci-dessous liste les cinq galaxies du groupe indiquées dans l'article de A.M. Garcia paru en 1993. 
| Nom        | Class.      | Type           | α (J2000.0)   | δ (J2000.0)  | Vitesse radiale (km/s) | m              | Distance (Mpc) | Diamètre (kal) |
| ---------- | ----------- | -------------- | ------------- | ------------ | ---------------------- | -------------- | -------------- | -------------- |
| NGC 1241   | SB(rs)b     | Spirale barrée | 03h 10m 53.7s | -08° 55′ 20″ | 4026 ± 1               | 12,0           | 56,8 ± 4,0     | 137            |
| NGC 1242   | SB(rs)c?    | Spirale barrée | 03h 11m 19.3s | -08° 54′ 09″ | 4026 ± 1               | 13,7           | 56,8 ± 4,0     | 76             |
| NGC 1247   | Sbc         | Spirale        | 03h 12m 14.3s | -10° 28′ 52″ | 3942 ± 5               | 12,5           | 55,7 ± 3,9     | 210            |
| MGC -2-9-6 | (R')SB(r)a? | Spirale barrée | 03h 09m 52.5s | -10° 02′ 58″ | 4050 ± 6               | 13,200 ± 0,100 | 57,1 ± 4,0     | 76             |
| MK 1071    | ?           | ?              | 03h 12m 20.7s | -10° 30′ 49″ | 3942 ± 45              | 14,6 ± 0,3     | 55,6 ± 4,0     | 28             |

Le site DeepskyLog permet de trouver aisément les constellations des galaxies mentionnées dans ce tableau ou si elles ne s'y trouvent pas, l'outil du site constellation permet de le faire à l'aide des coordonnées de la galaxie. Sauf indication contraire, les données proviennent du site NASA/IPAC. 